# Конрад IV
Конрад IV (на немски: Konrad, * 25 април 1228, Андрия, Апулия; † 21 май 1254, военен лагер при Лавело, Базиликата, Италия) от династията Хоенщауфен, е херцог на Швабия (1235 – 1254), римско-немски крал (1237 – 1254), крал на Сицилия (Конрад I, 1250 – 1254) и крал на Йерусалим (Конрад II, 1228 – 1254).

## Биография
Конрад е единственият син на император Фридрих II и втората му съпруга Йоланда Йерусалимска (или Изабела II Йерусалимска), кралица на Йерусалим, дъщеря на Жан дьо Бриен.
Майка му умира при неговото раждане и той наследява трона на Йерусалим под регентството на баща си. Самият Фридрих се коронова сам за крал на Йерусалим през 1229 г. по времето на Шестия кръстоносен поход.
До 1235 г. Конрад живее в Италия, през тази година той пътува за пръв път в Германия. След като големият му брат Хайнрих VII се разбунтува срещу Фридрих и изпада в немилост, деветгодишният Конрад е избран като крал на римляните (1237). Той не е коронован и носи титлата „in romanorum regem electus“. Конрад остава в Германия и формално замества баща си, Фридрих II, който царува в Италия. Поради непълнолетието на Конрад като негови опекуни са ангажирани архиепископът на Майнц Зигфрид, тюрингският ландграф Хайнрих Распе IV и бохемският крал Венцеслав I. От 1240 година Конрад започва да играе роля в имперската политика в подкрепа на баща си. През 1245 г. на Лионския църковен събор папа Инокентий IV отлъчва от църквата Фридрих II и Конрад IV.
Конрад е принуден да води боеве с геген-краля Хайнрих Распе, ландграф на Тюрингия, провъзгласен за император. Хайнрих Распе побеждава Конрад IV в 1246 г. при Франкфурт, но по време на обсадата на Улм се разболява и умира на 16 февруари 1247 г. На негово място е избран Вилхелм Холандски. През 1250 г. Фридрих умира. Според завещанието му Конрад е негов наследник, но не е признат от Инокентий IV. Вилхелм Холандски побеждава Конрад в битката при Опенхайм през 1251 г.
През 1252 г. Конрад отива с войската си в Италия. През октомври 1253 г. войската му завладява Неапол (1253) и се утвърждава като владетел в Южна Италия. Неговата легитимност като крал обаче не се признава от папата.
Конрад умира през 1254 г. във военен лагер в Лавело от малария. Неговото сърце и вътрешностите му са погребани в Мелфи. Тялото му е занесено в катедралата на Месина. Една светкавица пада в катедралата и положеният там крал изгаря преди погребението.
Неговият син Конрадин, който Конрад IV не успява да го види, е още непълнолетен, така че Манфред, неговият полубратът, е първо наместник.

## Фамилия
Конрад IV се жени на 1 септември 1246 г. във Фобург за принцеса Елизабет Вителсбах, дъщеря на херцог Ото II от Бавария от род Вителсбахи. Двамата имат син Конрад, известен като Конрадин (* 25 март 1252), който през 1268 г. е обезглавен в Неапол.
Конрад IV има освен своя брачен син Конрад(ин) още един извънбрачен син, който се казва също Конрадин. Той е роден вероятно също като полубрат му, през 1252 г. и също е екзекутиран само че една година по-късно през 1269 г. в Луцера – също и неговата неизвестна майка.